# David F. Hastings
David Felipe Hastings (Buenos Aires, 30 de abril de 1944) é um especialista em banking angloargentino, naturalizado brasileiro, mestre pela Universidade de São Paulo (USP). Atuou na Federação Brasileira de Bancos (Febraban) e na Federación Latinoamericana de Bancos (FELABAN) . 
Criador do Banking Game, um jogo de simulação de administração bancária, disputado entre equipes, em ambiente virtual. É professor de Finanças na Fundação Getúlio Vargas (FGV). 

## Livros Publicados
Sistemas de Custos Bancários. Conceituação. Montagem e Uso - IBCB, 1986 
Banking: gestão de ativos, passivos e resultados em instituições financeiras - Saraiva, 2006 
Bases da Contabilidade - Saraiva, 2007 
Contabilidade Em Contexto - uma novela contábil - Saraiva, 2011
Análise Financeira de Projetos de Investimento de Capital - Saraiva, 2013
Dinho e suas Finanças - FGV, 2015